# 岩蝰
岩蝰又名岩山丘蝰、岩山蝰，是分布在土耳其東部、伊朗西北部、亞美尼亞、亞塞拜然，亦可能分布於伊拉克，目前有兩個亞種。

## 亞種
- 岩蝰（Montivipera raddei raddei）：指名亞種
- （Montivipera raddei albicornuta）

## 命名由來
岩蝰的種小名"raddei"是為了紀念德國的博物學家Gustav Radde （页面存档备份，存于）而命名的。

## 分布及棲息地
岩蝰分布在土耳其東部及鄰近伊朗西北部、亞美尼亞、亞塞拜然，還有可能分布於伊拉克庫德斯坦，本種的物種形成又或者略同於同地區的魏氏蝰（Montivipera wagneri）在阿拉斯河山谷、卡爾斯省、土耳其東部。

## 保育狀況
岩蝰被世界自然保護聯盟列為近危，且被列為伯恩公約附錄三的保護。

## 外部連結
- TIGR Reptile Database上的Montivipera raddei